# Любенка
Любенка (пол. Lubenka) — село в Польщі, у гміні Ломази Більського повіту Люблінського воєводства. Населення — 199 осіб (2011).

## Історія
За даними етнографічної експедиції 1869—1870 років під керівництвом Павла Чубинського, у селі переважно проживали греко-католики, які розмовляли українською мовою.
У 1975—1998 роках село належало до Білопідляського воєводства.

## Демографія
Демографічна структура станом на 31 березня 2011 року:
|          | Загалом | Допрацездатний вік | Працездатний вік | Постпрацездатний вік |
| -------- | ------- | ------------------ | ---------------- | -------------------- |
| Чоловіки | 103     | 20                 | 66               | 17                   |
| Жінки    | 96      | 28                 | 45               | 23                   |
| Разом    | 199     | 48                 | 111              | 40                   |